# Saison 2020-2021 du FC Barcelone
Maillots
Dernière mise à jour : 26 Mai 2021.
Chronologie
Saison précédente Saison suivante
La saison 2020-2021 du FC Barcelone est la 122e depuis la fondation du FC Barcelone. Elle fait suite à la saison 2019-2020
Lors de la saison 2020-2021, le FC Barcelone est engagé dans quatre compétitions officielles : championnat d'Espagne, Ligue des Champions, Coupe du Roi et Supercoupe d'Espagne.
L'été est marqué par l'arrivée de l'entraîneur Ronald Koeman et du milieu de terrain Miralem Pjanić ainsi que par le départ de l'attaquant Luis Suárez.
Le 7 mars 2021, Joan Laporta est élu à la présidence du club.
Le 17 avril 2021, FC Barcelone remporte la Coupe du Roi pour la 31e fois.

## Pré-saison

### Juin
Le 29 juin 2020, Miralem Pjanić signe au FC Barcelone pour un montant de 60 M€ avec un bonus de 5 M€. Il devient le deuxième bosnien de l'histoire du Barça après Meho Kodro. Le milieu Arthur fait le chemin inverse en signant à la Juventus de Turin pour une indemnité 72 M€ accompagné d'un bonus de 10 M€,.

## Saison

### Août
Le 19 août 2020, le club annonce l'arrivée du nouvel entraîneur Ronald Koeman. Ses adjoints sont Alfred Schreuder et Henrik Larsson. Ramón Planes est le nouveau directeur sportif en remplacement d'Éric Abidal.
Le 25, Lionel Messi annonce qu'il souhaite quitter le club.
Le 30, l'équipe reprend l'entraînement. En raison de la pandémie de Covid-19, l'équipe n'effectue pas de tournée à l'étranger.

### Septembre
Le 2 septembre, Ivan Rakitić retourne au Séville FC après six saisons avec Barcelone au cours desquelles il a remporté treize titres. Avec 310 matches sous le maillot du Barça, il fait partie des quatre joueurs étrangers ayant joué le plus de matches au cours de l'histoire du club.
Le 4, Lionel Messi annonce qu'il reste au club.
Le 12, Barcelone remporte 3 à 1 un match amical face au Gimnàstic de Tarragone au stade Johan Cruyff.
Le 16, Barcelone s'impose 3 à 1 en amical face au Girona FC.
Le 19, Barcelone remporte le Trophée Gamper 1 à 0 face à Elche CF.
Le championnat d'Espagne débute le 12 septembre 2020, toutefois, Barcelone ne commence à jouer que lors de la troisième journée, le 27 septembre au Camp Nou face au Villarreal CF. Le Barça l'emporte 4 à 0 grâce notamment à deux buts du jeune espoir Ansu Fati. Un autre espoir, Pedri, fait ses débuts en première division.

### Octobre
Le 1er octobre, Barcelone bat 3 à 0 le Celta de Vigo au Stade de Balaídos avec un nouveau but d'Ansu Fati (4e journée de championnat). Le même jour, le club annonce l'arrivée du jeune latéral droit Sergiño Dest qui devient le premier joueur américain de l'histoire du Barça.
Le 4, Barcelone concède le nul 1 à 1 face au Séville FC au Camp Nou (5e journée de championnat).
Le 17, le Barça perd 1 à 0 face au Getafe CF au Coliseum Alfonso Pérez (6e journée de championnat).
Le 20, Barcelone débute en Ligue des champions en battant 5 à 1 les Hongrois de Ferencváros au Camp Nou avec des buts de Messi, Fati, Coutinho, Pedri et Dembélé.
Le 25, Barcelone perd 3 à 1 face au Real Madrid au Camp Nou lors du premier Clásico de la saison (7e journée de championnat).
Le 28, le Barça bat 2 à 0 la Juventus à l'Allianz Stadium (2e journée de la Ligue des champions).
Le 31, Barcelone fait match nul 1 à 1 face au Deportivo Alavés au stade de Mendizorroza (8e journée de championnat).

### Novembre
Le 4 novembre, le Barça bat 2 à 1 le Dynamo Kiev au Camp Nou (3e journée de la Ligue des champions).
Le 7, Barcelone s'impose 5 à 2 face au Real Betis au Camp Nou (9e journée de championnat).
Le 21, le Barça perd 1 à 0 face à l'Atlético de Madrid au stade Wanda Metropolitano (10e journée de championnat).
Le 24, Barcelone bat 4 à 0 le Dynamo Kiev au Stade olympique de Kiev (4e journée de la Ligue des champions).
Le 29, le Barça bat 4 à 0 ľ Osasuna au Camp Nou (11e journée de championnat).

### Décembre
Le 2 décembre, Barcelone bat 3 buts à 0 Ferencváros au Groupama Aréna de Budapest (5e journée de la Ligue des champions).
Le 5, le Barça perd 2 à 1 face au Cadix CF au stade Ramón de Carranza (12e journée de championnat).
Le 8, Barcelone perd 3 à 0 la Juventus au Camp Nou (6e journée de la Ligue des champions).
Le 19, Lionel Messi égale le record de Pelé avec 643 buts marqués avec le même club ; Messi a eu besoin de 11 matches de moins que Pelé.

### Janvier
Le 13 janvier, le Barça se qualifie pour la finale de la Supercoupe d'Espagne en éliminant la Real Sociedad lors de la séance de tirs au but.
Le 17, Barcelone perd 3 à 2 la finale de la Supercoupe face à l'Athletic Bilbao.
Le 27, le Barça se qualifie pour les quarts de finale de la Coupe du Roi en battant le Rayo Vallecano 1-2 à Madrid.

### Février
Le 3 février, Barcelone se qualifie pour les demi-finales de la Coupe du Roi en battant Grenade CF 5 à 3, après prolongations.
Le 7, le Barça s'impose 3 à 2 face au Real Betis au stade Benito-Villamarín (22e journée de championnat).
Le 10, Barcelone perd 2 à 0 le match aller de la demi-finale de la Coupe du Roi face au Séville FC.
Le 13, le Barça bat 5 à 1 le Deportivo Alavés au Camp Nou (23e journée de championnat).
Le 16, Barcelone perd 4 à 1 face au Paris Saint-Germain au Camp Nou (1/8 de finale aller de la Ligue des champions).
Le 21, Barcelone reçoit Cadix CF au Camp Nou (24e journée de championnat). Lionel Messi devient le joueur du FC Barcelone qui a joué le plus de matches en championnat avec 506 matches battant ainsi le record de Xavi.
Le 24, le Barça bat 3 à 0 Elche CF (match en retard de la 1re journée de championnat).
Le 27, Barcelone s'impose 2 à 0 sur le terrain du Séville FC (25e journée de championnat).

### Mars
Le 3 mars, Barcelone, pour la quarante-troisième fois de son histoire, se qualifie pour la finale de la Coupe du Roi en battant Séville FC 3 à 0 lors de la demi-finale retour au Camp Nou.
Le 6, Barcelone s'impose 2 à 0 sur le terrain d'Osasuna (26e journée de championnat). Le jeune Ilaix Moriba (18 ans) inscrit son premier but en équipe première.
Le 7 mars 2021, les abonnés du club se rendent aux urnes pour élire un nouveau président. C'est Joan Laporta qui est élu. Il avait déjà présidé le club entre 2003 et 2010.
Le 10, Barcelone fait match nul 1 à 1 face au Paris Saint-Germain au Parc des Princes et est éliminé en 1/8 de finale de la Ligue des champions.
Le 15, Barcelone bat 4 à 1 Huesca au Camp Nou (27e journée de championnat) et revient ainsi à quatre points du leader, l'Atlético de Madrid. Lionel Messi devient le joueur ayant joué le plus de matches avec le Barça, égalant le record de Xavi (767 matches officiels, toutes compétitions confondues).
Le 21, Barcelone s'impose 6 à 1 sur le terrain de la Real Sociedad (28e journée de championnat).

### Avril
Le 5 avril, Barcelone bat 1 à 0 le Real Valladolid au Camp Nou grâce à un but d'Ousmane Dembélé à la dernière minute (29e journée de championnat). Cette victoire permet au Barça de revenir à seulement un point du leader, l'Atlético de Madrid.
Le 11, Barcelone perd 2 à 1 face au Real Madrid au stade Alfredo Di Stéfano (30e journée de championnat).
Le 17, Barcelone remporte sa 31e Coupe du Roi en battant 4 à 0 en finale l'Athletic Bilbao.
Le 22, Barcelone bat 5 à 2 Getafe CF au Camp Nou (31e journée de championnat).
Le 25, Barcelone l'emporte 2 à 1 au Stade de la Cerámica face au Villarreal CF grâce à deux buts d'Antoine Griezmann (32e journée de championnat). Le Barça revient à deux points de l'Atlético de Madrid, le leader qui avait douze points d'avance le 5 décembre 2020 après la 12e journée. Barcelone était encore à dix points de l'Atlético le 2 février. Aucune équipe dans l'histoire de la Liga n'a réussi à remporter le titre avec un tel handicap de points.
Le 29, Barcelone perd 2 à 1 face au Grenade CF au Camp Nou (33e journée de championnat) et laisse ainsi échapper l'occasion de prendre la tête du classement.

### Mai
Le 2 mai, Barcelone bat Valence CF 3 à 2 au stade de Mestalla (34e journée de championnat). Avec 28 buts inscrits, Lionel Messi est en tête du classement des meilleurs buteurs.
Le 8, Barcelone fait match nul 0 à 0 face à l'Atlético de Madrid au Camp Nou (35e journée de championnat).
Le 11, le Barça fait match nul 3 à 3 sur le terrain de Levante UD (36e journée de championnat).
Le 16, Barcelone perd 2 à 1 face au Celta de Vigo au Camp Nou (37e journée de championnat).
Le 23, le Barça termine le championnat avec une victoire 1 à 0 sur SD Eibar (38e journée de championnat).

## Transferts
| Nom               | Nationalité        | Poste      | Forme                | Période | Provenance/Destination  | Division         |
| Arrivées          |                    |            |                      |         |                         |                  |
| Ronald Koeman     | Pays-Bas           | Entraineur | Libre                | Été     | Sélection des Pays-Bas  |                  |
| Miralem Pjanić    | Bosnie-Herzégovine | Milieu     | 60 M€ (+var. 5 M€)   | Été     | Juventus                | Serie A          |
| Francisco Trincão | Portugal           | Attaquant  | 31 M€                | Été     | SC Braga                | Liga NOS         |
| Sergiño Dest      | États-Unis         | Défenseur  | 21 M€ (+var. 5 M€)   | Été     | Ajax Amsterdam          | Eredivisie       |
| Matheus Fernandes | Brésil             | Milieu     | 7 M€                 | Été     | Palmeiras               | Serie A          |
| Pedri             | Espagne            | Milieu     | 5 M€                 | Été     | UD Las Palmas           | Segunda División |
| Gustavo Maia      | Brésil             | Attaquant  | 4,5 M€               | Été     | Sao Paulo               | Série A          |
| Départs           |                    |            |                      |         |                         |                  |
| Quique Setién     | Espagne            | Entraineur | Contrat résilié      | Été     |                         |                  |
| Arthur Melo       | Brésil             | Milieu     | 72 M€ (+var. 10 M€)  | Été     | Juventus                | Serie A          |
| Nélson Semedo     | Portugal           | Défenseur  | 30 M€ (+var. 10 M€)  | Été     | Wolverhampton Wanderers | Premier League   |
| Carles Pérez      | Espagne            | Attaquant  | 11 M€ (+var. 3,5 M€) | Été     | AS Rome                 | Serie A          |
| Marc Cucurella    | Espagne            | Défenseur  | 10 M€                | Été     | Getafe FC               | La Liga          |
| Ivan Rakitić      | Croatie            | Milieu     | 1,5 M€ (+var. 9 M€)  | Été     | Séville FC              | La Liga          |
| Jean-Clair Todibo | France             | Défenseur  | Prêt payant (2 M€)   | Été     | Benfica Lisbonne        | Liga NOS         |
| Juan Miranda      | Espagne            | Défenseur  | Prêt                 | Été     | Betis Séville           | La Liga          |
| Moussa Wagué      | Sénégal            | Défenseur  | Prêt                 | Été     | PAOK Salonique          | SuperLeague      |
| Luis Suárez       | Uruguay            | Attaquant  | Libre (+var. 6 M€)   | Été     | Atlético de Madrid      | La Liga          |
| Rafinha           | Brésil             | Milieu     | Libre (+var. 3 M€)   | Été     | Paris Saint-Germain     | Ligue 1          |
| Arturo Vidal      | Chili              | Milieu     | Libre (+var. 1 M€)   | Été     | Inter Milan             | Série A          |
| Arda Turan        | Turquie            | Milieu     | Libre                | Été     | Galatasaray             | Süper Lig        |
| Carles Aleñá      | Espagne            | Milieu     | Prêt                 | Hiver   | Getafe CF               | La Liga          |

### Effectif 2020-2021
Ce tableau liste l'effectif professionnel du FC Barcelone actuel pour la saison 2020-2021.

## Compétitions

### LaLiga Santander

#### Calendrier
Le FC Barcelone débute en championnat lors de la troisième journée.
| Date       | J.  | Adversaire         | Lieu                                   | Score | Buteurs                                                            |
| ---------- | --- | ------------------ | -------------------------------------- | ----- | ------------------------------------------------------------------ |
| 24/02/2021 | 1re | Elche CF           | Camp Nou, Barcelone                    | 3-0   | Messi 48e 68e, Alba 73e                                            |
| 27/09/2020 | 3e  | Villarreal CF      | Camp Nou, Barcelone                    | 4-0   | Fati 15e 19e, Messi 35e (pen.), Torres 45e (csc)                   |
| 01/10/2020 | 4e  | Celta de Vigo      | Stade de Balaídos, Vigo                | 0-3   | Fati 11e, Olaza 51e (csc), Roberto 90+5e                           |
| 04/10/2020 | 5e  | Séville FC         | Camp Nou, Barcelone                    | 1-1   | Coutinho 10e                                                       |
| 18/10/2020 | 6e  | Getafe CF          | Coliseum Alfonso Pérez, Getafe         | 1-0   |                                                                    |
| 25/10/2020 | 7e  | Real Madrid        | Camp Nou, Barcelone                    | 1-3   | Fati 8e                                                            |
| 31/10/2020 | 8e  | Deportivo Alavés   | Stade de Mendizorroza, Vitoria         | 1-1   | Griezmann 63e                                                      |
| 07/11/2020 | 9e  | Real Betis         | Camp Nou, Barcelone                    | 5-2   | Dembélé 22e, Griezmann 49e, Messi 61e (pen.) 82e, Pedri 90e        |
| 22/11/2020 | 10e | Atlético de Madrid | Wanda Metropolitano, Madrid            | 1-0   |                                                                    |
| 29/11/2020 | 11e | Osasuna            | Camp Nou, Barcelone                    | 4-0   | Braithwaite 29e, Griezmann 42e, Coutinho 57e, Messi 73e            |
| 06/12/2020 | 12e | Cadix CF           | Stade Ramón de Carranza, Cadix         | 2-1   | Alcalá 57e (csc)                                                   |
| 13/12/2020 | 13e | Levante UD         | Camp Nou, Barcelone                    | 1-0   | Messi 76e                                                          |
| 16/12/2020 | 19e | Real Sociedad      | Camp Nou, Barcelone                    | 2-1   | Alba 31e, de Jong 43e                                              |
| 20/12/2020 | 14e | Valence CF         | Camp Nou, Barcelone                    | 2-2   | Messi 45+4e, Araújo 52e                                            |
| 23/12/2020 | 15e | Real Valladolid    | Stade José Zorrilla, Valladolid        | 0-3   | Lenglet 21e, Braithwaite 35e, Messi 65e                            |
| 30/12/2020 | 16e | SD Eibar           | Camp Nou, Barcelone                    | 1-1   | Dembélé 67e                                                        |
| 03/01/2021 | 17e | SD Huesca          | Stade El Alcoraz, Huesca               | 0-1   | de Jong 27e                                                        |
| 06/01/2021 | 2e  | Athletic Bilbao    | San Mamés, Bilbao                      | 2-3   | Pedri 14e, Messi 38e 62e                                           |
| 10/01/2021 | 18e | Grenade CF         | Nouveau stade de Los Cármenes, Grenade | 0-4   | Griezmann 12e 63e, Messi 35e 42e                                   |
| 24/01/2021 | 20e | Elche CF           | Stade Martínez Valero, Elche           | 0-2   | de Jong 39e, Riqui Puig 89e                                        |
| 31/01/2021 | 21e | Athletic Bilbao    | Camp Nou, Barcelone                    | 2-1   | Messi 20e, Griezmann 74e                                           |
| 07/02/2021 | 22e | Real Betis         | Stade Benito-Villamarín, Séville       | 2-3   | Messi 59e, Ruiz 68e (csc), Trincão 87e                             |
| 13/02/2021 | 23e | Deportivo Alavés   | Camp Nou, Barcelone                    | 5-1   | Trincão 29e 74e, Messi 45+1e 75e, Firpo 80e                        |
| 21/02/2021 | 24e | Cadix CF           | Camp Nou, Barcelone                    | 1-1   | Messi 32e (pen.)                                                   |
| 24/02/2021 | 1re | Elche CF           | Camp Nou, Barcelone                    | 3-0   | Messi 48e 68e, Alba 73e                                            |
| 27/02/2021 | 25e | Séville FC         | Stade Ramón Sánchez Pizjuán, Séville   | 0-2   | Dembélé 29e, Messi 85e                                             |
| 06/03/2021 | 26e | Osasuna            | Stade El Sadar, Pampelune              | 0-2   | Alba 30e, Moriba 83e                                               |
| 15/03/2021 | 27e | SD Huesca          | Camp Nou, Barcelone                    | 4-1   | Messi 13e 90e, Griezmann 35e, Mingueza 53e                         |
| 21/03/2021 | 28e | Real Sociedad      | Stade d'Anoeta, Saint-Sébastien        | 1-6   | Griezmann 37e, Dest 43e 53e, Messi 56e 89e, Dembélé 71e            |
| 04/04/2021 | 29e | Real Valladolid    | Camp Nou, Barcelone                    | 1-0   | Dembélé 90e                                                        |
| 11/04/2021 | 30e | Real Madrid        | Stade Alfredo-Di-Stéfano, Valdebebas   | 2-1   | Mingueza 60e                                                       |
| 22/04/2021 | 31e | Getafe CF          | Camp Nou, Barcelone                    | 5-2   | Messi 8e 33e, Chakla 28e (csc), Araújo 87e, Griezmann 90+3e (pen.) |
| 25/04/2021 | 32e | Villarreal CF      | Stade de la Céramique, Villarreal      | 1-2   | Griezmann 28e 35e                                                  |
| 29/04/2021 | 33e | Grenade CF         | Camp Nou, Barcelone                    | 1-2   | Messi 23e                                                          |
| 02/05/2021 | 34e | Valence CF         | Stade de Mestalla, Valence             | 2-3   | Messi 57e 69e, Griezmann 63e                                       |
| 08/05/2021 | 35e | Atlético de Madrid | Camp Nou, Barcelone                    | 0-0   |                                                                    |
| 11/05/2021 | 36e | Levante UD         | Stade Ciudad de Valencia, Valence      | 3-3   | Messi 25e, Pedri 34e, Dembélé 64e                                  |
| 16/05/2021 | 37e | Celta de Vigo      | Camp Nou, Barcelone                    | 1-2   | Messi 28e                                                          |
| 23/05/2021 | 38e | SD Eibar           | Stade d'Ipurúa, Eibar                  | 0-1   | Griezmann 81e                                                      |

#### Classement
Le classement est établi sur le barème de points classique (victoire à 3 points, match nul à 1, défaite à 0).
Pour départager les égalités, on tient d'abord compte des points en confrontations directes, puis de la différence de buts en confrontations directes, puis de la différence de buts générale, puis du nombre de buts marqués et enfin du nombre de points de fair-play.
| Rang | Équipe             | Pts | J  | G  | N  | P  | Bp | Bc | Diff |
| ---- | ------------------ | --- | -- | -- | -- | -- | -- | -- | ---- |
| 1    | Atlético de Madrid | 86  | 38 | 26 | 8  | 4  | 67 | 25 | +42  |
| 2    | Real Madrid T      | 84  | 38 | 25 | 9  | 4  | 67 | 28 | +39  |
| 3    | FC Barcelone C     | 79  | 38 | 24 | 7  | 7  | 85 | 38 | +47  |
| 4    | Séville FC         | 77  | 38 | 24 | 5  | 9  | 53 | 33 | +20  |
| 5    | Real Sociedad      | 62  | 38 | 17 | 11 | 10 | 59 | 38 | +21  |
| 6    | Real Betis         | 61  | 38 | 17 | 10 | 11 | 50 | 50 | 0    |
| 7    | Villarreal CF      | 58  | 38 | 15 | 13 | 10 | 60 | 44 | +16  |
| 8    | Celta de Vigo      | 53  | 38 | 14 | 11 | 13 | 55 | 57 | -2   |
| 9    | Grenade CF         | 46  | 38 | 13 | 7  | 18 | 47 | 65 | -18  |
| 10   | Athletic Bilbao S  | 46  | 38 | 11 | 13 | 14 | 46 | 42 | +4   |
| 11   | Osasuna            | 44  | 38 | 11 | 11 | 16 | 37 | 48 | -11  |
| 12   | Cadix CF P         | 44  | 38 | 11 | 11 | 16 | 36 | 58 | -22  |
| 13   | Valence CF         | 43  | 38 | 10 | 13 | 15 | 50 | 53 | -3   |
| 14   | Levante UD         | 41  | 38 | 9  | 14 | 15 | 46 | 57 | -11  |
| 15   | Deportivo Alavés   | 38  | 38 | 9  | 11 | 18 | 36 | 57 | -21  |
| 16   | Getafe CF          | 38  | 38 | 9  | 11 | 18 | 28 | 43 | -15  |
| 17   | Elche CF P         | 36  | 38 | 8  | 12 | 18 | 34 | 55 | -21  |
| 18   | SD Huesca P        | 34  | 38 | 7  | 13 | 18 | 34 | 53 | -19  |
| 19   | Real Valladolid    | 31  | 38 | 5  | 16 | 17 | 34 | 57 | -23  |
| 20   | SD Eibar           | 30  | 38 | 6  | 12 | 20 | 29 | 52 | -23  |

Qualifications européennes
Ligue des champions 2021-2022
- 1er, 2e, 3e et 4e : phase de groupes

Ligue Europa 2021-2022
- 5e et 6e : phase de groupes

Ligue Europa Conférence 2021-2022
- 7e : tour de barrage - voie principale

Relégation
- 18e, 19e et 20e : relégation en LaLiga SmartBank

Abréviations
- T : Tenant du titre
- C : Vainqueur de la Coupe du Roi 2020-2021
- S : Vainqueur de la Supercoupe d'Espagne 2020-2021
- P : Promus de LaLiga SmartBank

#### Évolution du classement et des résultats
| Journée  | 1  | 2  | 3  | 4 | 5 | 6 | 7  | 8  | 9  | 10 | 11 | 12 | 13 | 14 | 15 | 16 | 17 | 18 | 19 | 20 | 21 | 22 | 23 | 24 | 25 | 26 | 27 | 28 | 29 | 30 | 31 | 32 | 33 | 34 | 35 | 36 | 37 | 38 | Journées en tête |
| -------- | -- | -- | -- | - | - | - | -- | -- | -- | -- | -- | -- | -- | -- | -- | -- | -- | -- | -- | -- | -- | -- | -- | -- | -- | -- | -- | -- | -- | -- | -- | -- | -- | -- | -- | -- | -- | -- | ---------------- |
| Terrain  | D  | E  | D  | E | D | E | D  | E  | D  | E  | D  | E  | D  | D  | E  | D  | E  | E  | D  | E  | D  | E  | D  | D  | E  | E  | D  | E  | D  | E  | D  | E  | D  | E  | D  | E  | D  | E  | —                |
| Résultat | V  | V  | V  | V | N | D | D  | N  | V  | D  | V  | D  | V  | N  | V  | N  | V  | V  | V  | V  | V  | V  | V  | N  | V  | V  | V  | V  | V  | D  | V  | V  | D  | V  | N  | N  | D  | V  | —                |
| Points   | 0  | 0  | 3  | 6 | 7 | 7 | 7  | 8  | 11 | 11 | 14 | 14 | 20 | 21 | 24 | 25 | 31 | 34 | 34 | 37 | 40 | 43 | 46 | 50 | 53 | 56 | 59 | 62 | 65 | 65 | 68 | 71 | 71 | 74 | 75 | 76 | 76 | 79 | —                |
| Place    | 11 | 14 | 10 | 5 | 5 | 9 | 12 | 12 | 8  | 13 | 7  | 9  | 5  | 5  | 5  | 6  | 3  | 3  | 3  | 3  | 2  | 2  | 2  | 4  | 2  | 2  | 2  | 2  | 2  | 3  | 3  | 3  | 3  | 3  | 3  | 3  | 3  | 3  |                  |

1. 1 2  Les matches FC Barcelone-Elche CF et Athletic Bilbao-FC Barcelone, comptant respectivement pour les 1re et 2e journées sont reportées en raison de la qualification du FC Barcelone pour le Final 8 de la Ligue des champions 2019-2020 la saison dernière.

1. ↑  Le match FC Barcelone-Real Sociedad, comptant pour la 19e journée, est avancée entre les 13e et 14e journées en raison de leurs participations à la Supercoupe d'Espagne.

### Ligue des champions

#### Phase de groupes
Le tirage au sort des phases de groupes a lieu le 1er octobre 2020 à 17h00.
Le FC Barcelone affronte la Juventus, le Dynamo Kiev et Ferencváros.

##### Calendrier
| Date       | J.  | Adversaire     | Lieu                          | Score | Buteurs                                                          |
| 20/10/2020 | 1re | Ferencváros TC | Camp Nou, Barcelone           | 5-1   | Messi 27e (pen.), Fati 42e, Coutinho 52e, Pedri 82e, Dembélé 89e |
| 28/10/2020 | 2e  | Juventus FC    | Allianz Stadium, Turin        | 0-2   | Dembélé 14e, Messi 90+1e (pen.)                                  |
| 04/11/2020 | 3e  | Dynamo Kiev    | Camp Nou, Barcelone           | 2-1   | Messi 5e (pen.), Piqué 65e                                       |
| 24/11/2020 | 4e  | Dynamo Kiev    | Stade olympique de Kiev, Kiev | 0-4   | Dest 52e, Braithwaite 57e 70e (pen.), Griezmann 90+2e            |
| 02/12/2020 | 5e  | Ferencváros TC | Groupama Aréna, Budapest      | 0-3   | Griezmann 14e, Braithwaite 20e, Dembélé 28e (pen.)               |
| 08/12/2020 | 6e  | Juventus FC    | Camp Nou, Barcelone           | 0-3   |                                                                  |

##### Classement
| Rang | Équipe         | Pts | J | G | N | P | Bp | Bc | Diff |
| ---- | -------------- | --- | - | - | - | - | -- | -- | ---- |
| 1    | Juventus FC    | 15  | 6 | 5 | 0 | 1 | 14 | 4  | +10  |
| 2    | FC Barcelone   | 15  | 6 | 5 | 0 | 1 | 16 | 5  | +11  |
| 3    | Dynamo Kiev    | 4   | 6 | 1 | 1 | 4 | 3  | 13 | -10  |
| 4    | Ferencváros TC | 1   | 6 | 0 | 1 | 5 | 5  | 18 | -13  |

#### 1/8 de finale
| Date       | Tour      | Adversaire          | Lieu                    | Score | Buteurs          |
| ---------- | --------- | ------------------- | ----------------------- | ----- | ---------------- |
| 16/02/2021 | 8e aller  | Paris Saint-Germain | Camp Nou, Barcelone     | 1-4   | Messi 27e (pen.) |
| 10/03/2021 | 8e retour | Paris Saint-Germain | Parc des Princes, Paris | 1-1   | Messi 37e        |

### Supercoupe d'Espagne
| Date       | Tour        | Adversaire      | Lieu                          | Score        | Buteurs           |
| ---------- | ----------- | --------------- | ----------------------------- | ------------ | ----------------- |
| 13/01/2021 | Demi-finale | Real Sociedad   | Stade Nuevo Arcángel, Cordoue | 1-1 (3-2tab) | de Jong 39e       |
| 17/01/2021 | Finale      | Athletic Bilbao | Stade de la Cartuja, Séville  | 2-3(a. p.)   | Griezmann 40e 77e |

### Coupe d'Espagne
| Date       | Tour              | Adversaire      | Lieu                                      | Score       | Buteurs                                           |
| ---------- | ----------------- | --------------- | ----------------------------------------- | ----------- | ------------------------------------------------- |
| 21/01/2021 | 16e de finale     | UE Cornellà     | Nou Camp Municipal, Cornellà de Llobregat | 0-2 (a. p.) | Dembélé 92e, Braithwaite 120+2e                   |
| 27/01/2021 | 8e de finale      | Rayo Vallecano  | Stade de Vallecas, Madrid                 | 1-2         | Messi 69e, de Jong 80e                            |
| 03/02/2021 | 1/4 de finale     | Grenade CF      | Nouveau stade de Los Cármenes, Grenade    | 3-5 (a. p.) | Griezmann 88e 100e, Alba 90+2e 113e, de Jong 108e |
| 10/02/2021 | 1/2 finale aller  | Séville FC      | Stade Ramón Sánchez Pizjuán, Séville      | 2-0         |                                                   |
| 03/03/2021 | 1/2 finale retour | Séville FC      | Camp Nou, Barcelone                       | 3-0 (a. p.) | Dembélé 12e, Piqué 90+4e, Braithwaite 95e         |
| 17/04/2021 | Finale            | Athletic Bilbao | Stade de la Cartuja, Séville              | 4-0         | Griezmann 60e, de Jong 63e, Messi 68e 72e         |

| Copa del Rey Vainqueur 2020-2021 |
| -------------------------------- |
| FC Barcelone 31e titre           |

## Statistiques

### Statistiques des buteurs
mis à jour le 26 mai 2021
| Place   | Nom                   | Liga | Coupe du Roi | Ligue des Champions | Supercoupe d'Espagne | TOTAL des buts |
| ------- | --------------------- | ---- | ------------ | ------------------- | -------------------- | -------------- |
| 1       | Messi                 | 30   | 3            | 5                   | 0                    | 38             |
| 2       | Griezmann             | 13   | 3            | 2                   | 2                    | 20             |
| 3       | Dembéle               | 6    | 2            | 3                   | 0                    | 11             |
| 4       | Braithwaite           | 2    | 2            | 3                   | 0                    | 7              |
| 4       | De Jong               | 3    | 3            | 0                   | 1                    | 7              |
| 5       | Fati                  | 4    | 0            | 1                   | 0                    | 5              |
| 5       | Alba                  | 3    | 2            | 0                   | 0                    | 5              |
| 6       | Pedri                 | 3    | 0            | 1                   | 0                    | 4              |
| 7       | Coutinho              | 2    | 0            | 1                   | 0                    | 3              |
| 7       | Trincão               | 3    | 0            | 0                   | 0                    | 3              |
| 7       | Dest                  | 2    | 0            | 1                   | 0                    | 3              |
| 8       | Piqué                 | 0    | 1            | 1                   | 0                    | 2              |
| 8       | Mingueza              | 2    | 0            | 0                   | 0                    | 2              |
| 8       | Araujo                | 2    | 0            | 0                   | 0                    | 2              |
| 9       | Puig                  | 1    | 0            | 0                   | 0                    | 1              |
| 9       | Roberto               | 1    | 0            | 0                   | 0                    | 1              |
| 9       | Lenglet               | 1    | 0            | 0                   | 0                    | 1              |
| 9       | Moriba                | 1    | 0            | 0                   | 0                    | 1              |
| 9       | Firpo                 | 1    | 0            | 0                   | 0                    | 1              |
| csc     | Torres (Villareal CF) | 1    | 0            | 0                   | 0                    | 1              |
| csc     | Olaza (Celta de Vigo) | 1    | 0            | 0                   | 0                    | 1              |
| csc     | Ruiz (Real Betis)     | 1    | 0            | 0                   | 0                    | 1              |
| csc     | Alcala (Cadix CF)     | 1    | 0            | 0                   | 0                    | 1              |
| csc     | Chakla (Getafe CF)    | 1    | 0            | 0                   | 0                    | 1              |
| Détails | 19 buteurs            | 85   | 16           | 18                  | 3                    | 122            |

### Statistiques des passeurs
mis à jour le 26 mai 2021
| Place   | Nom         | Liga | Coupe du Roi | Ligue des Champions | Supercoupe d'Espagne | TOTAL des passes |
| ------- | ----------- | ---- | ------------ | ------------------- | -------------------- | ---------------- |
| 1       | Alba        | 5    | 5            | 2                   | 1                    | 13               |
| 2       | Messi       | 9    | 1            | 2                   | 0                    | 12               |
| 3       | Griezmann   | 7    | 4            | 0                   | 1                    | 12               |
| 4       | de Jong     | 4    | 2            | 1                   | 0                    | 7                |
| 5       | Pedri       | 3    | 2            | 1                   | 0                    | 6                |
| 6       | Busquets    | 5    | 0            | 0                   | 0                    | 5                |
| 6       | Dembélé     | 3    | 0            | 2                   | 0                    | 5                |
| 7       | Braithwaite | 2    | 0            | 1                   | 0                    | 3                |
| 7       | Mingueza    | 2    | 0            | 1                   | 0                    | 3                |
| 8       | Coutinho    | 2    | 0            | 0                   | 0                    | 2                |
| 8       | Fati        | 0    | 0            | 2                   | 0                    | 2                |
| 8       | Roberto     | 2    | 0            | 0                   | 0                    | 2                |
| 8       | Moriba      | 2    | 0            | 0                   | 0                    | 2                |
| 8       | Trincão     | 2    | 0            | 0                   | 0                    | 2                |
| 9       | Firpo       | 1    | 0            | 0                   | 0                    | 1                |
| 9       | Dest        | 1    | 0            | 0                   | 0                    | 1                |
| 9       | Araújo      | 1    | 0            | 0                   | 0                    | 1                |
| Détails | 17 passeurs | 51   | 14           | 12                  | 2                    | 79               |

## Maillots
Pour la saison 2020-2021, le club revient à un motif plus traditionnel avec des barres verticales.

### Joueurs
| Domicile | Extérieur | Troisième | Troisième (alt.) | Troisième (alt. 2) | Quatrième "senyera" | Spécial "Clásico" |

### Gardien
| Domicile | Extérieur | Troisième | Quatrième |

## Récompenses et distinctions
Lionel Messi est le meilleur buteur du championnat d'Espagne pour la huitième fois.

## Équipe nationale
Ansu Fati débute avec l'équipe d'Espagne sous les ordres de Luis Enrique et devient le plus jeune buteur de l'histoire de la Roja le 6 septembre 2020, à l'âge de 17 ans et 311 jours, en marquant face à l'Ukraine.
Pedri débute avec l'Espagne le 25 mars 2021 face à la Grèce lors des éliminatoires de la Coupe du monde 2022.
Pour l'Euro 2020 de nombreux joueurs sont sélectionnés: Luis Enrique convoque Jordi Alba, Pedri et Sergio Busquets pour défendre les couleurs de l'Espagne. Du côté de l'équipe de France, Didier Deschamps appelle Antoine Griezmann, Ousmane Dembélé et Clément Lenglet. Martin Braithwaite est convoqué avec le Danemark et Frenkie de Jong avec les Pays-Bas.
Deux joueurs sont sélectionnés pour disputés la Copa America: Lionel Messi pour l'Argentine et Ronald Araujo pour l'Uruguay. L'Argentine de Messi remporte la compétition.
Pedri dispute en plus de l'Euro 2020, le tournoi olympique de football avec l'Espagne olympique lors des J.O de Tokyo 2020. Óscar Mingueza y participe également. Ils finiront médaillés d'argent (défaites en finale 2-1 en prolongations contre le Brésil olympique).